# Creney-près-Troyes
Creney-près-Troyes ist eine französische Gemeinde mit 1.996 Einwohnern (Stand: 1. Januar 2022) im Département Aube in der Region Grand Est; sie gehört zum Arrondissement Troyes und zum Kanton Creney-près-Troyes (bis 2015: Kanton Troyes-2).

## Geographie
Creney-près-Troyes liegt etwa vier Kilometer nordöstlich vom Stadtzentrum Troyes’ entfernt. Umgeben wird Creney-près-Troyes von den Nachbargemeinden Vailly im Norden, Luyères im Nordosten, Assencières im Osten, Villechétif im Süden, Saint-Parres-aux-Tertres im Südwesten sowie Pont-Sainte-Marie im Westen und Südwesten.
Durch den östlichen Teil der Gemeinde verläuft die Autoroute A26.

## Die Massaker von Creney
Der Widerstand gegen das Vichy-Regime gegen die deutschen Besatzer entwickelte sich im Département Aube erst allmählich. 1943 gab es einen ersten Sabotageakt und dann auch bewaffnete Auseinandersetzungen. Im Zuge dieser Entwicklung kam es auch zu vermehrten Gegenschläge der deutschen Besatzungstruppen. Das hatte zur Folge, dass der Schießplatz von Creney zweimal zum Hinrichtungsort für in Troyes inhaftierte Widerstandskämpfer wurde.
- Am 22. Februar 1944 wurden vier Angehörige der Francs-tireurs et partisans (FTPF), die Anfang Oktober 1943 verhaftet und am 17. Februar 1944 von einem deutschen Militärgericht in Troyes zum Tode verurteilt worden waren, nach Creney gebracht. An vier Holzpfosten gefesselt , wurden sie vor Ort erschossen und begraben.[2]
- Am 22. August 1944 brachte die Gestapo unter der Führung von Hartmut Pulmer[3] zusammen mit den bretonischen Kollaborateuren der Bezen Perrot, die sich vor den vorrückenden alliierten Truppen nach Troyes zurückgezogen hatten, 49 im Hennequin-Gefängnis in Troyes inhaftierte Widerstandskämpfer zum Schießplatz von Creney. Hier wurden sie erschossen und in drei offenen Gräbern zurückgelassen. Kein Bezen-Perrot-Mitglied wurde nach dem Krieg für dieses Massaker verurteilt, denn die meisten von ihnen waren entweder nach Deutschland geflüchtet, wo sie eingebürgert wurden, oder nach Irland.[2] „Fünf Mitglieder der Gestapo Troyes, die nach der Befreiung verhaftet worden waren, wurden wegen anderer Verbrechen 1954 vom Militärgericht in Metz zu Haftstrafen zwischen 1 Jahr und lebenslänglich verurteilt, kamen aber aufgrund von Straferlassen spätestens 1956 frei.“[4]

Nach diesem Massaker bemühten sich der Bürgermeister, der Pfarrer sowie zahlreiche Bewohner von Creney um die Identifizierung der Toten, damit deren Leichen ihren Familien zurückgegeben werden konnten. Wenige Tage danach gelang es dem Pfarrer, Abbé Pierlot, und einigen schlecht bewaffneten Einwohner von Creney 86 flüchtende deutsche Soldaten gefangen zu nehmen, darunter auch den letzten Befehlshaber von Troyes, Hans-Georg Schramm (1893–1967); sie wurden den amerikanischen Truppen übergeben.
Am Sonntag, dem 9. September 1944 , fand auf dem Gelände des Schießplatzes eine Trauerfeier statt, an der mehrere tausend Menschen teilnahmen. Während dieser Veranstaltung wurde erstmals der Wunsch geäußert, an dieser Stelle ein Mausoleum zu errichten. Nach dem Ende des Zweiten Weltkriegs wurde dann unter dem Vorsitz von Abbé Pierlot ein Komitee zur Errichtung des „Denkmals für die Märtyrer von Creney“ gegründet, das am 24. August 1946 eingeweiht wurde.
Zu dieser außerhalb des Ortes gelegenen Gedenkstätte (Lage) führt die Allee der Märtyrer. Das Denkmal besteht aus einem Steinsockel, auf dem eine Statue steht, die einen erschossenen Widerstandskämpfer darstellen soll: kniend mit auf dem Rücken gefesselten und gebundenen Fäusten, die Augen geschlossen, den Kopf nach links geneigt. Am Sockel des Monuments befinden sich zwei seitliche Flachreliefs, die ineinander verschlungene Körper darstellen, die in einer Grube liegen. Eine Bronzetafel mit den Namen der Hingerichteten ergänzt die Anlage.
Am 28. August 1994 wurden in Erinnerung an den 50. Jahrestag der Hinrichtungen auf dem Gelände des ehemaligen Schießplatzes 53 Bäume gepflanzt, ergänzt durch einen weiteren Gedenkstein. Zu jedem Baum gehören kurze biografische Angaben für einen der Erschossenen.

## Bevölkerungsentwicklung
| Jahr                      | 1962 | 1968 | 1975 | 1982 | 1990 | 1999 | 2006 | 2013 |
| Einwohner                 | 665  | 686  | 1229 | 1587 | 1550 | 1421 | 1523 | 1741 |
| Quelle: Cassini und INSEE |      |      |      |      |      |      |      |      |

## Sehenswürdigkeiten

Kirche Saint-Aventin

- Kirche Saint-Aventin